# Рум'янова Клара Михайлівна
Клара Михайлівна Рум'я́нова (рос. Клара Михайловна Румянова; 8 грудня 1929, Ленінград — 18 вересня 2004, Москва) — радянська та російська акторка театру, кіно і радіо, співачка, яка мала впізнаваний характерний високий голос, відома перш за все роботою із озвучення персонажів понад 300 радянських мультфільмів. Заслужена артистка РРФСР (1979).
Попри те, що Клара Рум'янова була дипломованою акторкою в жанрі драми, вона вкрай рідко знімалася в ігровому кіно й в підсумку зробила собі ім'я як акторка озвучування.

## Життєпис
Клара Рум'янова народилася 8 грудня 1929 року в Ленінграді. Ще десятикласницею вона побачила фільм з Любов'ю Орловою й твердо вирішила, що стане акторкою. У 1947 році Клара переїхала до Москви і з першої спроби вступила до ВДІКу, де навчалася на курсі Сергія Герасимова і Тамари Макарової. Під час вступних іспитів у неї вкрали всі гроші і кілька днів вона голодувала, а під час останнього туру прямо перед приймальною комісією знепритомніла. Герасимов тоді купив їй плитку шоколаду і напоїв гарячим чаєм з хлібом.
У дитинстві та юності у Клари був зовсім інший голос — дуже низький, альт. Здібності говорити своїм знаменитим дитячим голосом вона набула лише у студентські роки після важкої хвороби. Клара, як і всі студенти ВДІКу, їздила з концертами Підмосков'єм і одного разу сильно застудилася та мало не померла від крупозного запалення легенів. Пролежавши в лікарні більше місяця, Клара втратила голос. Продовження навчання у ВДІКу опинилося під загрозою. Сергій Герасимов показав її фоніатру, але той лише розвів руками, пояснивши, що у Клари дуже рідкісні голосові зв'язки і він не гарантує, що вона зможе нормально займатися вокалом після одужання. Півроку Герасимов забороняв Рум'яновій розмовляти навіть пошепки, і вони спілкувалися за допомогою записок. Коли голос відновився, то Клара раптом виявила, що може говорити дуже високим голосом, згодом так добре знайомим мільйонам кіноглядачів. У 1953 році вона закінчила Всеросійський державний інститут кінематографії і стала акторкою Театру-студії кіноактора.
Зніматися в кіно почала ще будучи студенткою. Її кінодебют відбувся в епізодичній ролі у фільмі «Сільський лікар» (1951) все того ж Герасимова. Однак і в подальшому Клара грала лише другорядні або епізодичні ролі, ні разу не зігравши головної. Її помітні ролі були у фільмах: «Сільський лікар» (Олена), «Вони були першими» (Варя), «Четверо» (медсестра), «Життя спочатку» (Зоя), «Воскресіння» (Богодуховська), «Час, вперед!» (Лушка), «12 стільців» (дружина панотця Федора). Поступово їй все рідше пропонували ролі, і вона практично перестала зніматися, що ймовірно було викликано конфліктом з Іваном Пир'євим. У 1953 році, коли Пир'єв був генеральним директором «Мосфільму», він запропонував Кларі головну роль у фільмі, який знімав за власним сценарієм, «Випробування вірності». Але Рум'янова ніколи не любила сентиментального кіно, і коли в своєму кабінеті Пир'єв дав їй сценарій, Клара, прочитавши його, повернула зі словами, що їй не подобається ні роль, ні сам сценарій, і що картина приречена на провал. Оскільки Пир'єв був тоді відомим режисером, а Рум'янова — лише випускницею ВДІКу, то він явно міг вплинути на її подальшу кар'єру. Так це чи ні, але десь протягом шести років (з 1965 по 1970 рр.) Клара Румянова залишалася не при справі, поки міністр культури Катерина Фурцева не звільнила Пир'єва з посади гендиректора. За рік до своєї смерті у 1967 році Іван Пир'єв зателефонував Рум'яновій вибачився перед нею за свою поведінку .
Перший раз свій «дитячий» голос в озвучці Клара застосувала в усе тому ж дебютному фільмі «Сільський лікар», де за сюжетом грала породіллю. Поки готувалася сцена, немовля, що мало зображати новонародженого, заснуло, і його спочатку довго не могли розбудити, а потім виявилося, що його неможливо змусити заплакати. Тоді Клара зголосилася сама прямо на майданчику озвучити сцену. Вона так натурально зобразила дитячий плач, що дитина прокинулася і нарешті заплакала. Але Сергій Герасимов, імовірно, включив до фільму саме запис голосу Клари. Після цього Рум'янова негласно прославилася на весь «Мосфільм», як акторка, здатна кричати будь-яким дитячим голосом. Тому, ще до простою, вона поєднувала зйомки в кіно з роботою в озвучуванні, де її голосом найчастіше говорили саме маленькі діти. Тоді ж їй стали надходити перші запрошення з кіностудії «Союзмультфільм», але Клара їх відкинула, вважаючи, що її акторський потенціал вище того, щоб озвучувати мультфільми. Однак рідкісні запрошення до ігрового кіно у кінцевому підсумку змусили її погодитися.
Дебютом Клари Рум'янової в анімації став мультфільм «Чудесний сад» (1962). Поступово в цей період Клара стала все більш активно співпрацювати з «Союзмультфільмом», і в результаті в той період, коли її зовсім перестали знімати, вона набула великої популярності як акторка озвучування. Також вона записувалася на радіо і виступала на естраді з дитячими піснями та романсами.
Клара Рум'янова стала єдиною радянською акторкою, відзначеною почесним званням «Заслужений артист РРФСР» за роботу в мультиплікації. Незважаючи на це, вона дуже переживала через те, що не грала в живому кіно, бо завжди вважала себе драматичною акторкою.
Після розпаду СРСР і початку економічної кризи Клара Рум'янова, як і багато акторів, поступово залишилася без роботи (в театрі кіноактора вона потрапила під скорочення) і лише зрідка брала участь у записі аудіоказок та аудіоконцертів та постановці радіоп'єс. Однак навіть в цей період вона демонструвала тверду розбірливість — генеральний директор студії «VOX-Records» Віктор Трухан згадував, що Клара Рум'янова принципово відмовлялася записуватися для аудіореклами. Не маючи роботи, написала декілька п'єс. Також у 2000 році вона випустила книгу «Ім'я мені — жінка» — авторський збірник написаних нею п'єс про значні жіночі персонажі російської історії (Надії Дурової, Катерини Дашкової, Євдокії Ростопчиної), за який отримала пушкінську медаль.
Клара негативно висловлювалася про горбачовську перебудову, розпад СРСР і політику президента Бориса Єльцина. Вона до кінця життя залишалася переконаною прихильницею комунізму.
Клара Рум'янова померла на 75-му році життя 18 вересня 2004 року в Москві від раку молочної залози. Вона до останнього відмовлялася лікуватися загальнодоступними засобами і лікувалася своїми силами. В останній рік життя перебувала під наглядом колишньої акторки Ольги Гобзевої, яка відправляла до неї додому патронажних черниць. Рум'янова не залишила після себе ніякого заповіту, але генеральний директор Гільдії акторів кіно Росії Валерія Гущина, яка була в числі тих, хто займався її похоронами, знайшла серед її речей записку, в якій Клара попросила її поховати саме на Донському кладовищі, тому що там похована її мати. На похоронах, крім Гущиної, був присутній лише актор Микола Бурляєв.

### Родина
Особисте життя акторки не склалася. Вперше Клара Рум'янова вступила в шлюб у 16 років з молодим піаністом. Цей шлюб протримався всього три місяці і розпався, коли Рум'янова зібралася вступати до ВДІКу. Чоловік поставив умову: або він, або кіно, після чого Клара остаточно розірвала з ним всі стосунки. Але до того моменту вона вже була на другому місяці вагітності і потай від батьків зробила підпільний аборт, який негативно позначився на її здоров'ї, привівши до безпліддя.
У ВДІКу на першому курсі у Клару закохався її однокурсник Микола Рибников (при цьому він абсолютно не звертав уваги на іншу однокурсницю Аллу Ларіонову, з якою згодом одружився і прожив 33 роки), але Клара, пам'ятаючи свій шлюбний досвід, а також у силу свого вільного характеру, не відповідала йому взаємністю. А коли Рибников, витративши всю свою стипендію і навіть зайнявши у знайомих грошей, подарував їй красивий золотий годинник, вона вдарила його по обличчю, і Микола викинув годинник у вікно. Цей факт з життя актора згодом став основою одного з епізодів фільму «Дівчата», де герой Рибникова в гніві розбиває і розтоптує годинник, який хотів подарувати Тосі (роль Надії Рум'янцевої). У своїй поведінці вона розкаялася лише коли Рибников за два роки до смерті переніс мікроінсульт. Вважається, що через таку схожість Рум'янової та героїні Рум'янцевої (а також схожість прізвищ) цих акторок згодом стали плутати: наприклад, у деяких джерелах вказувалося, що Зайця з мультсеріалу «Ну, постривай!» нібито озвучувала Рум'янцева, а не Рум'янова.
Другим чоловіком Рум'янової став актор Анатолій Чемодуров. Після весілля товариш Чемодурова Сергій Бондарчук вирішив зробити подарунок молодій акторці і запропонував їй роль княжни Марії в картині «Війна і мир». Рум'янова взялася до репетицій, але «на правах дружини кращого друга режисера» дозволяла собі пропускати їх або спізнюватися на кілька годин, сперечатися з режисером і влаштовувати скандали гримерам. Бондарчук замінив її Антоніною Шурановою.
У 1960-ті роки Ру'мянова стала активно співпрацювати з «Союзмультфільмом» тоді, як Чемодуров став незатребуваним і почав пити. Коли він остаточно опустився до того, що дружина змушена була визволяти його з міліції і лікувати від запоїв, Клара не витримала, і в 1973 році вони розлучилися. Рум'янова залишила чоловікові все: кооперативну квартиру, машину, меблі.
Третім чоловіком акторки став капітан далекого плавання. Цей шлюб протримався менше п'яти років.
В результаті до самої смерті акторка жила самотньо.

## Ролі в кіно
- 1951 — Сільський лікар —  Олена Зуєва, дружина Жені Струкова
- 1956 — Вони були першими —  Варя, подруга Кузьми
- 1957 — Четверо —  медсестра
- 1958 — Наречений з того світу — медсестра Клавочка
- 1960 —  Воскресіння —  Віра Єфремівна Богодуховська
- 1961 —  Життя спочатку —  Зоя, однокласниця Льолі
- 1962 — Без страху і догани —  працівниця пошти  (немає в титрах)
- 1965 —  Час, вперед! —  Лушка, робітниця бригади бетонярів Ханумова
- 1965 —  Вони не пройдуть
- 1965 — Дзвонять, відкрийте двері —  вчителька Клара Михайлівна  (немає в титрах)
- 1970 — Хуторок у степу —  Павловська
- 1971 —  12 стільців —  матінка Катерина, дружина панотця Федора
- 1975 — Не може бути! — блондинка в салатовому, яка слухає пісню «Чёрные подковы» (немає в титрах)
- 1976 — Розповідь про те, як цар Петро арапа женив —  дружина Гаврила Ртищева
- 1979 —  Екіпаж —  пасажирка з дитиною
- 1983 — ...За участю Клари Рум'янової (фільм-концерт) —  камео
- 1984 — Особливий підрозділ —  артистка
- 1984 —  Мертві душі —  мати Чичикова
- 1988 — Аеліто, не приставай до чоловіків —  працівниця хімкомбінату  (немає в титрах)
- 1988 — Вірними залишимося /  Vernymi ostanemsya

## Озвучування

### Мультфільми
- 1961 — Хто найсильніший? —  крижина  (немає в титрах)
- 1962 —  Чудовий сад —  Асан
- 1962 —  Дикі лебеді —  маленька Еліза  (немає в титрах)
- 1963 —  Ось так тигр! — Курча
- 1963 — Баранкін, будь людиною! —  Юра Баранкін  (немає в титрах)
- 1963 — Світлячок № 4. Наш олівець —  примхлива кішка
- 1963 —  Слідопит —  школяр Петя  (немає в титрах)
- 1963 —  Три товстуни —  кухарчук  (немає в титрах)
- 1963 —  Тарганище —  миші  (немає в титрах)
- 1964 — Дядя Стьопа — міліціонер — діти / продавчиня / жінка на вулиці
- 1964 — Життя і страждання Івана Семенова —  школяр Ваня Семенов
- 1964 —  Хто винен? —  праска / дівчинка
- 1964 — Хто поїде на виставку? —  чоловічок з конструктора
- 1964 — Жабеня шукає тата —  Коник
- 1964 — Можна і Не можна —  хлопчик Коля
- 1964 — Сліди на асфальті —  щеня  (частина звуків, немає в титрах)
- 1964 — Півень і фарби —  курча / лисеня / Жовта фарба
- 1964 —  Пошта —  читає текст
- 1964 — Світлячок № 5 (новела «Щеня») — хлопчик у білій шапці, товариш Володі / дівчинка з лялькою
- 1965 —  Ваше здоров'я! —  дівчина-трактористка / школярка
- 1965 — Вовка в тридев'ятому царстві —  головна Василиса Премудра / золота рибка / виконання пісні Василис
- 1965 — Де я його бачив? — Обещалкін (немає в титрах)
- 1965 —  Гарячий камінь —  дівчинка з козою
- 1965 — Пригоди коми і крапки —  Кома
- 1965 —  Жаба-мандрівниця —  жабенята  (немає в титрах)
- 1965 —  Рікі-Тікі-Таві —  Рікі-Тікі-Таві
- 1965 — Світлячок № 6 —  Мишеня / Курча
- 1965 — Чиї в лісі шишки? —  Лисеня
- 1966 —  Жовтик —  курча Жовтик
- 1966 — Ведмедик і той, що живе в річці —  Ведмедик
- 1966 — Най, най, най, най —  Крокодильчик / Муравей
- 1966 — Сьогодні День народження —  Бобик / Мишка / Лялька
- 1966 — Світлячок № 7 (немає в титрах)
- 1966 —  Хвости —  білки  (немає в титрах)
- 1967 —  Гора динозаврів —  дитинча динозавра
- 1967 — Коваль-чаклун —  підмайстер Жано
- 1967 — Машинка часу — первісна жінка Фіґлі-Міґлів (немає в титрах)
- 1969 — Фитиль № 55 (сюжет «Розберемо — зберемо») —  хлопчик  (немає в титрах)
- 1967 — Паровозик з Ромашкова —  Паровозик
- 1967 — Пісенька мишеняти —  Мишеня
- 1967 — Раз, два — дружно! —  Мишка / Жаба / білочки
- 1967 — Чесне крокодильске —  Крокодильчик  (в титрах не вказано)
- 1967 — Четверо з одного двору —  Кошеня  (в титрах не вказано)
- 1967 — Шість Іванів - шість капітанів —  читає текст  (в титрах не вказано)
- 1967 —  Франтішек —  Франтішек  (в титрах не вказано)
- 1967 — Як стати великим? —  зайченя  (в титрах не вказано)
- 1968 —  Біла шкурка —  біла мишка
- 1968 — Козеня, яке лічило до десяти — Козеня
- 1968 —  Кіт у чоботях —  Принцеса
- 1968 — Малюк і Карлсон —  Малюк
- 1968 —  Орлятко —  піонер Сергій Степанов
- 1968 — Найбільший друг —  Дівчинка
- 1968 — Світлячок № 8 —  хлопчик Коля / Чиполліно / хлопчик-жебрак / Заєць / Лисеня / Лялька
- 1968 —  Чуня —  Курча
- 1968 —  Комедіант —  дівчина в країні Жумбібо  (епізод, немає в титрах)
- 1969 —  Десять років по тому —  Дівчинка
- 1969 — В Країні невивчених уроків —  Кома / «Географія»
- 1969 — Дід Мороз і літо —  Заєць / дівчинка
- 1969 —  Крокодил Гена —  Чебурашка / кошеня
- 1969 —  Корабель-привид (немає в титрах)
- 1969 —  Кіт у чоботях (Японія) —  перший кіт-вбивця  (дубляж 1971 року народження, немає в титрах)
- 1969 — Лисиця, ведмідь і мотоцикл з коляскою —  Лиса
- 1969 —  Ми шукаємо пляму —  Маша
- 1969 — Ну, постривай! (Випуск 1) —  Заєць  (немає в титрах)
- 1969 — Вкрадений місяць —  хлопчик Карел
- 1969 —  Умка — Хлопчик
- 1969 — Пластиліновий їжачок —  Пластиліновий їжачок  (немає в титрах)
- 1969 — Що таке добре, і що таке погано —  Хлопчик  (немає в титрах)
- 1969 — Казка про колобок —  Колобок / Внучка  (немає в титрах)
- 1969 —  Золотий хлопчик —  Золотий хлопчик / прибиральниця / жінка з коляскою  (немає в титрах)
- 1969 — Сонячне зернятко —  Морська мушелька
- 1970 —  «Весела карусель» № 2. Два веселі гуси —  дівчинка  (вокал)
- 1970 — Дядько Міша —  Білка / Мишеня
- 1970 — Карлсон повернувся —   Малюк / мама Малюка
- 1970 —  Кентервільський привид —  Віргінія
- 1970 —  Лісова хроніка —  Лиса
- 1970 —  Мій друг Мартин —  Олена / хлопчик в будьонівці
- 1970 — Ну, постривай! (Випуск 2) —  Заєць
- 1970 — Бобри йдуть по сліду —  Дятел  (немає в титрах)
- 1970 —  Пригоди огірочка —  пташеня / кошеня  (немає в титрах)
- 1970 — Казка мовиться —  Баба-яга
- 1970 — Солодка казка —  Дракончик
- 1970 — Розповіді старого моряка. Надзвичайна подорож —  Петя
- 1971 — Без цього не можна —  Щеня
- 1971 — Як ослик щастя шукав —  Ослик / Пташка
- 1971 — Край землі —  всі персонажі  (читає текст, немає в титрах)
- 1971 — М'ячик і хлопчик — Горобець
- 1971 — Ну, постривай! (Випуск 3) —  Заєць
- 1971 — Ну, постривай! (Випуск 4) —  Заєць
- 1971 — Кульбаба — товсті щоки —  Коник
- 1971 — Про смугасте слоненя — смугасте слоненя
- 1971 — Розповіді старого моряка. Безлюдний острів —  Кирило
- 1971 — «Весела карусель» № 3. Рудий, рудий, ластатий — одна з дівчаток
- 1971 — Страшний, сірий, кудлатий —  Ведмедик / Мишеня
- 1971 —  Чебурашка —  Чебурашка
- 1972 —  Хай живе природа! —  дівчинка / хлопчик / жабеня
- 1972 —  Пригоди Незнайка та його друзів —  Гусля  (серія «Незнайко — музикант»);  Мушка, Гвинтик, Сиропчик (серія «Як Знайко придумав повітряну кулю»);  Пончик  (серії «Повітряна подорож» і «Повернення»)
- 1972 — Ведмедик Рімцімці —  Ведмедик Рімцімці  (немає в титрах)
- 1972 — Ну, постривай! (Випуск 5) —  Заєць
- 1972 — Фитиль № 127 (сюжет «Встигла!») —  Маша  (немає в титрах)
- 1972 — Розповіді старого моряка. Антарктида —  Петя / пінгвіненя
- 1972 — Тигреня в чайнику —  текст від автора
- 1972 — Бездомний Конгурджа —  щеня Конгурджа
- 1973 — Аврора —  хлопчик і дівчинка в пісочниці
- 1973 — Айболить і Бармалей —  свинка Хрю-хрю / мавпа Чичи / ластівка
- 1973 —  Чарівні ліхтарики —  мишеня Малюк
- 1973 —  Знамените каченя Тім —  каченя Тім (немає в титрах)
- 1973 —  Як кішка з собакою —  кішка Мікке  (немає в титрах)
- 1973 — Ну, постривай! (Випуск 6) —  Заєць
- 1973 — Ну, постривай! (Випуск 7) —  Заєць
- 1973 —  Перші зустрічі —  Курча
- 1973 —  Годинник із зозулею —  Жабеня  (немає в титрах)
- 1973 —  Друзі
- 1974 —  Чарівник Смарагдового міста —  Еллі  (1-4, 6-10 серії)
- 1974 —  Все навпаки —  Гусениця
- 1974 — Козлик та ослик —  Козлик / Ослик
- 1974 — Крихітка Єнот —  Крихітка Єнот
- 1974 — Ну, постривай! (Випуск 8) —  Заєць
- 1974 — Шапокляк —  Чебурашка
- 1974 — Мішок яблук — Коза (немає в титрах)
- 1974 —  Бім, Бам, Бом і вовк —  порося Бом
- 1975 —  На лісовій стежці —  Заєць
- 1975 — Чорна курка —  Альоша  (частина реплік, решта фраз озвучила  Марія Виноградова)
- 1975 — Дещо про колесо —  хлопчик на велосипеді  (вокал, немає в титрах)
- 1976 — Блакитне слоненя —  Ослик  (немає в титрах)
- 1976 — Тимко і Дімка —  Тимко / Дімка / миша
- 1976 — Ну, постривай! (Випуск 9) —  Заєць
- 1976 — Ну, постривай! (Випуск 10) —  Заєць
- 1976 — Восьминіжки —  восьминіжки
- 1976 — Відважні джигіти —  дівчинка  (немає в титрах)
- 1976 — Козлик та його горе —  Козлик / Ослик  (немає в титрах)
- 1977 —  Незнайко в Сонячному місті
- 1977 —  Клаптик і хмара —  Клаптик
- 1977 — Ну, постривай! (Випуск 11) —  Заєць
- 1977 — Шовковий пензлик —  Шовковий Пензлик, дочка табунника
- 1978 — Як каченя-музикант стало футболістом —  качечка-дівчинка / мама Каченяти-музиканта
- 1978 — Хто ж такі пташки? —  Курча
- 1978 — Ну, постривай! (Випуск 12) —  Заєць
- 1978 — Подарунок для найслабшого —  Заєць
- 1978 — Остання наречена Змія Горинича (в титрах як К. М. Рум'янцева) —  царівна Ірина
- 1978 — Курча в клітинку —  Курча  (немає в титрах)
- 1979 —  Чарівне кільце —  собака Жужа  (немає в титрах)
- 1979 —  Вухань і його друзі. Коли ведмежа прокинеться —  читає текст
- 1979 —  Як несли стіл —  всі персонажі
- 1979 — Хто отримає приз? —  ведмежа Міша
- 1979 — Приїжджайте в гості —  Ведмедик
- 1979 — Фитиль № 206 (сюжет «Ну, постривай! Заборонений прийом») —  Заєць  (немає в титрах)
- 1979 —  З кого брати приклад —  Каченя
- 1980 —  Новорічна пригода —  Мама / Ведмедик / Ведмедиця / продавчиня ялинкових іграшок
- 1980 — Ну, постривай! (Випуск 13) —  Заєць
- 1980 — Перший автограф —  Олімпійський Ведмедик / заєць / ведмедиця
- 1980 —  Солдатська казка —  жадібна стара
- 1980 — Топчумба —  Оленя / Білка
- 1980 — Боягуз
- 1981 — Ванька Жуков —  Ванька Жуков
- 1981 —  Зимова казка —  Їжачок
- 1981 —  Золоте курча —  Курча
- 1981 —  Лінь —  ведмежа Івашка
- 1981 — Мама для мамонтеняти —  Мамонтеня
- 1981 —  Мороз Іванович —  Малаша, лінива сестриця
- 1981 — Нітрохи не страшно —  Маленький Страх / хлопчики
- 1981 — Він попався! —  Бобер / Мишеня / Заєць
- 1981 —  Пригода на плоту —  Заєць / Вовченя
- 1981 —  Про великих і маленьких —  Равлик / Курча / щеня дзявкаючи
- 1980 — Трям! Здравствуйте! —  Їжачок
- 1980 — Сонченя Андрійко і темрява —  два хлопчики, вокал  (немає в титрах)
- 1981—1983 — Про Джиртдана-велетня (2 серії) —  Джиртдан
- 1982 — 1984 —  Бюро знахідок —  хлопчик  (фільм 1) / виконання пісні
- 1982 —  Вірний засіб —  Ведмедик / Мишеня
- 1982 — Жива іграшка —  Дівчинка
- 1982 — Хто прийде на Новий рік? —  Зайченя
- 1982 — Моя подруга парасолька —  Слоненя
- 1982 — Осінні кораблі —  Їжачок / від автора
- 1982 — Росомаха і лисиця —  Лисиця  (немає в титрах)
- 1982 — Риб'яча упряжка —  Комашка / Хлопчик
- 1982 — Народження Геракла —  Дівчина
- 1982 — Фитиль № 182 (сюжет «Ну, постривай! Руками не чіпати!») —  Заєць  (немає в титрах)
- 1982 — Солодке джерело — Овечка
- 1982 —  «Весела карусель» № 12. Луна — дівчинка (немає в титрах)
- 1983 — Пінгвін —  Пінгвін / Ведмедик
- 1983 —  Змій на горищі —  Маленький Страх
- 1983 — Попався, який кусався! —  Бобер / Мишеня
- 1983 — Слоненя і лист —  Слоненя
- 1983 — Дивовижна бочка —  Їжачок
- 1983 — Чебурашка йде до школи —  Чебурашка
- 1983 — Хитай-Бовтай —  феєчки
- 1984 —  А що ти вмієш? —  Тиквеня
- 1984 —  Кубик і Тобик —  Козеня
- 1984 — Не хочу і не буду —  Курча
- 1984 — Ну, постривай! (Випуск 14) —  Заєць
- 1984 — Подарунок для слона —  Тигреня
- 1984 — По дорозі з хмарами —  Тигреня  (вокал, немає в титрах)
- 1985 — Ну, постривай! (Випуск 15) —  Заєць
- 1985 — КОАПП. Сонне царство —  Соня
- 1985 — Повелителі блискавок —  жаба  (немає в титрах)
- 1986 — Ласкаво просимо! —  Сорока
- 1986 — Ну, постривай! (Випуск 16) —  Заєць
- 1986 — Півень і боярин — стара
- 1987 — Сміх і горе біля Біла моря —  собака Жужа
- 1988 — Сивий ведмідь
- 1989 — Золоті слова — Мінька, Леля, Мама
- 1991 — Mister Пронько —  середня царівна
- 1993 — Війна слонів і носорогів —  Слоненя / Слониха / носоріжок
- 1993 — Ну, постривай! (Випуск 17) —  Усі ролі
- 1993 — Блазень Балакірев —  вертушка, дружина Балакірева
- 1993 — Чуффик —  мишка
- 1994 — Ну, постривай! (Випуск 18) —  Усі ролі
- 1994 —  Фантазери з села Угори —  Тмутараканька / Сірий гусак
- 1997 —  Незнайко на Місяці —  Ромашка  (в епізодах «Загадка місячного каменю», «Грандіозний задум Знайка», «Незнайко і Пончик летять на Місяць», «Куди зникла ракета», «Знайко поспішає на допомогу „і“ Дорога додому»);  Мінога (в епізоді «Незнайко шукає роботу»)
- 1998 — Попалися всі... —  Бобер / Мишеня
- 2002 — Ранок папуги Кеші —  Ворона
- 2012 – Ну, постривай! (Випуск 21) –  Заєць

### Радянські фільми
- 1954 — Бабка —  Тамріко
- 1955 —  Весняні заморозки —  Ліена  (роль Мудіте Шнейдер)
- 1956 —  Наш двір —  синочок міліціонера
- 1961 — А якщо це кохання? —  дівчинка з повітряною кулею
- 1963 — Мене звуть Шкіра —  однокласниця Шкіри, хлопчик з юрти
- 1964 — Нуль три —  жінка на місці НП
- 1964 — Зелений вогник —  дівчинка Люся
- 1965 —  Мрія моя —  онук Параски / Нартай, онук Асанова
- 1965 — Здрастуй, це я! —  Алька, синочок Пономарьова
- 1966 —  Крила —  дівчина в училищі
- 1966 — Королівська регата —  кранівниця в порту
- 1966 —  Андрій Рубльов —  діти князя
- 1967 —  Анна Кареніна —  Сергій Каренін
- 1967 —  Вій —  Панночка  (роль Наталії Варлей)
- 1967 —  Фокусник —  хлопчик
- 1967 —  Дубравка —  Сергійко  (роль Кості Усатова)
- 1968 — Пори року (кіноальманах) —  дитина в дитячому садку
- 1968 — Оповідання уральських гір (документальний) — Федюнька
- 1968 — Діамантова рука —  дочка Горбункова (роль Саші Лисютіної)
- 1969 —  Арсен (відновлена версія) —  дитина
- 1969 —  Вальс —  хлопчик
- 1969 — У селі Загадчине —  Олена  (роль Наді Маркіної)
- 1969 —  Золото —  син господарки будинку  (роль Андрія Бухарова),  дочка колгоспника
- 1969 — Варвара-краса, довга коса —  ведмежа-паромник Топтижка / Варвара у вигляді білочки  (в титрах не вказано)
- 1970 —  Міський романс —  Анечка  (роль Ані Степанової-Молодової)
- 1971 —  Маленька сповідь —  Саулюкас  (роль Бенаса Пускунігіса)
- 1972 — Окулярик (короткометражний) —  дівчинка Бермет  (роль Бермети Малікової)
- 1972 —  Немає диму без вогню —  Гозель  (роль Тетяни Ухарової)
- 1972 —  Неочікуваний гість —  маленький Юра
- 1973 — Справи сердечні —  Максим
- 1976 —  Мама —  козеня Митяй  (роль Петі Дегтярьова)
- 1977 — Чарівний голос Джельсоміно — Кішка-Кульганішка
- 1977 — Коли настає вересень —  Кондриков Левончик  (роль Антона Ільїна)
- 1979 —  Екіпаж —  Алік, син Ненарокова  (роль Роми Моніна)
- 1981 — Марія, Мирабела —  Оміде
- 2001 — Крізь терни до зірок (відновлена версія) —  Глаша  (роль Світлани Радченко)

### Дубляж іноземних фільмів
- 1962 — Фортунат (1960)[5] — Міріам (роль Альбертіні Саров)
- 1965 — Між рейками (1964) — Грета (роль Рум'яни Гайтанджієвої)
- 1965 — Сунична галявина (1957) — Крістіна (роль Олени Бергман), Біргитта (роль Моніки Ерлінг)
- 1965 — Наречена Бубі (1963) — Інес (роль Моніки Віти)
- 1966 — Старі на збиранні хмелю (1964) — Анежка
- 1966 — Пригоди вчительки (1960) — учениця
- 1969 — Агент мимоволі (1961) — Ненсі (роль Женев'єв Кервін)
- 1970 — Квартира (1960) — Мерджі Макдугал (роль Хоуп Холідей)
- 1970 — Дівоча змова (1969) — Анелька (роль Крістіни Сенкевич)
- 1973 — І дощ змиває всі сліди (1972) — Тео (роль Маркуса Хаге)
- 1975 — Підозра (1973) — Хофова (роль Славки Будінової)
- 1978 — Маречек, подайте мені ручку! (1976) — Єва Тифова (роль Верби Янжурової)
- 1986 — Нелегко з чоловіками (1985) — тітка Марта (роль Тетяни Лук'янової)
- 1994 — Нарівні з батьком (1994) — Кітті (роль Кетлін Вілхойт)
- 1998 — Бейб: Порося в місті (1998) — золота рибка
- 1998 — Полі (1998)

### Платівки
- В мире много сказок. М50-44663. 1982
- В стране музыкальных волшебников. Музыкальная сказка. С50-08695. 1977 — Принцеса — К.Рум'янова
- Происшествие в стране Мульти-Пульти. С50-16611. 1981 — Чебурашка, Заєць — Клара Рум'янова
- Белочка умелочка, сказка. Торопей, стихотворение. Л Куликов. М52-38915. 1976 — Читає Клара Рум'янова
- Песенки из радиопередач. Д-00032965. 1973 — пісенька Білченя
- Петушок в беде Д-00032973. 1972 — К. Рум'янова
- Ирина Токмакова. Стихи и сказки
- Как щенок был мамой — курчата, кішка
- Хрупкая веточка. П. Бажов — Читають Петро Вишняков та Клара Рум'янова
- Приключения кузнечика Кузи. С50-19895. 1983 — Колібрі — Клара Рум'янова
- Огниво. Прыгуны Г. Х. Андерсен. М50-42467. 1974 — Стрибуни, Блоха — Клара Рум'янова
- Серебряное копытце. П. Бажов. Д-00032571. 1972 — Читають Клара Рум'янова та Петро Вишняков
- Алиса в стране чудес. С50-07159. 1976 — Всі жіночі вокальні номери
- Алиса в стране чудес. Песни из музыкальной сказки. С52-08053. 1976 — Песня Алисы, Песня о планах
- Маленькое желтое солнышко. Музыкальная сказка-загадка. Д-00030643. 1971 — Текст Ю. Кушака та І. Мазніна. Б. Рунге, К. Рум'янова, А. Денисов
- Про великого полоза. П. Бажов. Д-00032573. 1972 — Читають Клара Рум'янова та Петро Вишняков
- Волшебная палочка. Звуковое сопровождение к диафильму. Д-00026635. 1970 — Читають М. Белоусова, Г. Іванова, К. Рум'янова. Режиссер В. Скур'ят Музичне оформлення В. Проводіної
- Кот в сапогах. Ш. Перро. Д-30563. 1971 — Принцеса — К. Рум'янова
- Русачок. Сказки Б. Заходера. Д-00031589. 1972 — Читает К. Румянова
- Пёрышко и лосось, Музыкальная сказка. К. Пино — Пір'їнка — Клара Рум'янова
- Чебурашка. Инсценировка. Э. Успенский. С50-06707. 1976 — Чебурашка — Клара Рум'янова
- Звуковий супровід до діафільмів «Чарівна паличка», «Як Дід Мороз бороду шукав»
- Звуковий супровід до діафільмів «Малюк і Карлсон, який живе на даху», «Марсельєза»
- Звуковий супровід до діафільмів «Місто в табакерці», «Лускунчик»
- Звуковий супровід до діафільмів «Крокодил Гена та його друзі», «Троє поросят»
- Звуковий супровід до діафільмів «Вірна Аніска», «Не буду просити вибачення»
- Звуковий супровід до діафільмів «Не буду просити вибачення», «Великий Змій і три богатирі»
- Звуковий супровід до діафільмів «Дикі лебеді», «Бременські музиканти»
- Звуковий супровід до діафільмів «Умка», «Срібне копитце»
- Звуковий супровід до діафільмів «Мері Поппінс», «Мерген та його друзі»
- Моріс Карем. Вірші та пісні для дітей
- Пропала буква — Марійка — К. Рум'янова
- Казка про зайця з чудовими вухами — Рудохвостик — К. Рум'янова
- Сіра зірочка. Казка. Б. Заходер — читає К. Рум'янова
- Вірші та пісні. А. Барто, І. Токмакова. (музика М. Ройтерштейна)
- Чарівна сімка. музична казка
- Перевернуте дерево
- Леонід Куликов — Вірші. Читає Клара Рум'янова. Д-00032887. 1972
- Леонід Куликов — Вірші. Читає Клара Рум'янова. Д-00032889. 1972
- Нові пригоди в місті співаючих світлофорів — кіт Вася, пес Меккі, Аварія — К. Рум'янова

### Музичні казки
- 1981 — «Випадок у країні Мульти-Пульти» — Чебурашка; заєць
- 1984 — «Пригоди коника Кузі» — Колібрі
- 1979 — «Зайка-листоноша» — Зайка; Лисиця

### Озвучування комп'ютерних дисків
- 2000 — Уроки алгебри 7-8 клас, компанія «Кирило і Мефодій», автори: Невидимий Д., Невидима Т. Сертифіковане міністерством освіти і науки Російської Федерації